# Drtevci
Drtevci (cyr. Дртевци) – wieś w Serbii, w okręgu rasińskim, w gminie Brus. W 2011 roku liczyła 47 mieszkańców.